# Adam Rościszewski
Adam Rościszewski herbu Junosza (zm. w 1612 roku) – kasztelan raciąski.
Poseł województwa płockiego na sejm 1576/1577 roku.